# Black Myth: Wukong
Black Myth: Wukong (xinès simplificat: 黑神话：悟空, pinyin: Hēi Shénhuà: Wùkōng, literalment 'Llegenda negra: Wukong') és un videojoc del gènere de rol d'acció, desenvolupat pel grup independent xinés Game Science, i està inspirat en la clàssica novel·la xinesa del segle XVI, Viatge a l'Oest.
Black Myth: Wukong va obtindre critiques molt positives tant del públic enquestat com de la critica especialitzada, especialment la versió de Playstation 5, amb elogis a l'animació, història, i jugabilitat.

## Jugabilitat
El joc ha sigut descrit com part del gènere Souls. El jugador controla a Sun Wukong (també conegut com a Rei Mico) per a lluitar contra una varietat d'enemics, amb habilitats per a transformar-se en insectes voladors o un monstre gegant.

## Banda sonora
El joc ha rebut l'autorització dels responsables de la sèrie de televisió de 1986 Viatge a l'Oest per a utilitzar el seu tema musical.

## Màrqueting
El 20 d'agost de 2020, l'estudi va pujar un vídeo de joc pre-alfa de 13 minuts. En un dia, el vídeo va tindre vora 2 milions de vistes en YouTube i 10 milions de vistes en bilibili. El 8 de febrer de 2021, amb motiu de l'any del Bou, Game Science va publicar un avanç del joc de 3 minuts, que mostrava els enemics, caps, àrees i encanteris del joc.
El 19 d'agost de 2021, Game Science va llançar un altre avanç del joc, de 12 minuts de durada, per a revelar que el joc estava sent desenvolupat amb el motor Unreal Engine 5.

## Llançament
Llançat el 20 d'agost de 2024, per a PC (Steam i Epic Games Store) i Playstation 5. Va batre rècords de prevenda, reserves i concurrents en Steam, convertint-ho en uns dels jocs més comprats i jugats en les primeres hores del seu llançament.

## Recepció
Black Myth: Wukong va rebre aclamació universal, amb critiques positives tant del públic enquestat com de la critica especialitzada. La versió de Playstation 5 va aconseguir nombrosos premis.
Va vendre 10 milions de còpies els 3 primers dies, i el seu llançament provocà que s'esgotara la Playstation 5 en Xina. Va ser un dels jocs amb vendes més ràpides de la història, superant els rècords previs de Elden Ring i Hogwarts Legacy. Goldman Sachs va calcular que el joc obtindria vendes per valor de 420 milions de dòlars.